# Heinrich Christoph Metzsch (Domdechant)

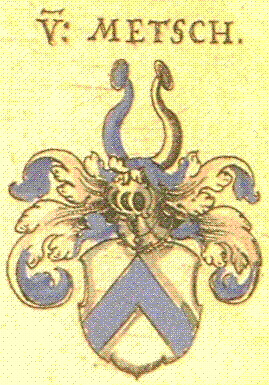
Familienwappen des Heinrich Christoph Metzsch

Heinrich Christoph Metzsch, auch Metsch, modernisiert Heinrich Christoph von Metzsch, († 4. März 1680 in Merseburg) war ein deutscher Domdechant des Hochstifts Merseburg und sachsen-merseburgischer Stiftsrat sowie Rittergutsbesitzer.

## Leben

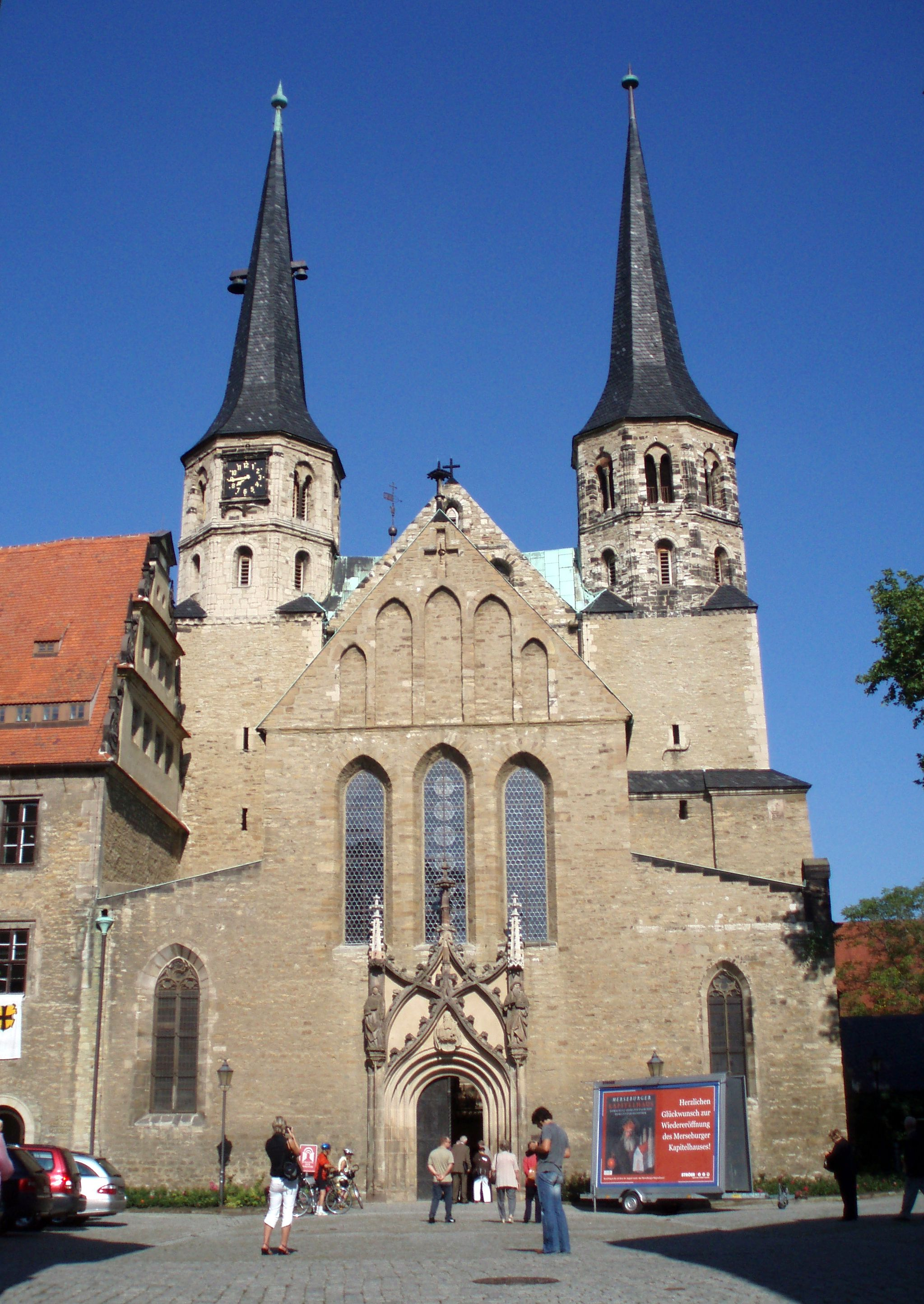
Merseburger Dom – Wirkungsstätte von Metzsch bis 1680

Er stammte aus dem vogtländisch-sächsischen Adelsgeschlecht Metzsch, dessen Vertreter bis in das 18. Jahrhundert auf die Verwendung des Adelsprädikates von in der Regel verzichteten.
Nach der Ausbildung durch Privatlehrer schlug Heinrich Christoph eine Verwaltungslaufbahn ein und wurde Stiftsrat im Herzogtum Sachsen-Merseburg. Wie viele seiner Familienmitglieder wurde er Domherr und später zum Domdechanten am Merseburger Dom gewählt.
Er besaß in der Amtsstadt Schkeuditz ein stattliches Rittergut, das sich mehrere Jahrhunderte im Besitz seiner Familie befand, bevor es aufgrund von Schulden an Bürgerliche verkauft werden musste.

## Familie
Heinrich Christoph Metzsch heiratete 1648 Anna Agnes geborene von Brandenstein und vereinbarte mit dieser am 25. September 1648 eine Ehestiftung. Sie starb 1690 in Merseburg. Aus der Ehe ging der gleichnamige Sohn Heinrich Christoph (1655–1712) hervor, der sachsen-naumburgischer Wirklicher Geheimer Rat, Regierungs- und Konsistorial-Präsident, Domherr und Scholastikus des Hochstifts Naumburg und Rittergutsbesitzer wurde.
Seine Witwe Anna Agnes geborene von Brandenstein und alle seine ihn überlebenden Kinder schlossen am 8. Juli 1680 einen Erbvertrag über die Verteilung des Nachlasses des Verstorbenen.